# Bahnhof Wittstock (Dosse)
Der Bahnhof Wittstock (Dosse) ist der Bahnhof der Stadt Wittstock/Dosse im Norden Brandenburgs. Früher war er ein lokaler Eisenbahnknotenpunkt am Schnittpunkt der Strecken Wittenberge–Buschhof (und weiter über die Landesgrenze nach Neustrelitz) sowie Kremmen–Meyenburg mit eigenem Bahnbetriebswerk. Heute sind noch die Äste in Richtung Wittenberge bzw. Kremmen in Betrieb, der Großteil der Gleisanlagen ist zurückgebaut. Die beiden Empfangsgebäude aus den Jahren 1884 und 1938, ein Güterschuppen mit Kontorhaus und eine Reihe von Bauten im Bahnbetriebswerk sind denkmalgeschützt.

## Lage und Name
Der Bahnhof liegt am Streckenkilometer 55,5 der Bahnstrecke Wittenberge–Buschhof (gezählt vom Bahnhof Wittenberge) bzw. am Streckenkilometer 65,8 der Bahnstrecke Kremmen–Meyenburg (gezählt vom Bahnhof Kremmen) direkt südlich Rand der Innenstadt von Wittstock/Dosse im Landkreis Ostprignitz-Ruppin. Während heute für den Namen der Stadt die offizielle Schreibweise Wittstock/Dosse üblich ist, schreibt sich der Bahnhof Wittstock (Dosse) weiterhin mit dem Namen des Flusses Dosse in Klammern. Die Gleisanlagen verlaufen annähernd in West-Ost-Richtung in Verlängerung der Strecke aus Wittenberge. Die Strecke Kremmen–Meyenburg wendet sich am Rand des Bahnhofsbereich nach Südosten bzw. Nordwesten.

## Geschichte

### Vorgeschichte und Bau
Die 1846 eröffnete Bahnstrecke Berlin–Hamburg führte über 30 Kilometer südlich von Wittstock durch die Prignitz. Zur Erschließung der Region wurde der Bahnhof Zernitz angelegt und eine Aktiengesellschaft gegründet, die bis 1850 eine Chaussee von Zernitz über Kyritz nach Wittstock bauen ließ. Eine Kraftpostverbindung verband Wittstock mit dem Bahnhof in Zernitz.
Einen eigenen Bahnanschluss erhielt Wittstock erst fast 40 Jahre später. Am 15. August 1884 begann die Prignitzer (Aktien-)Eisenbahn-Gesellschaft mit dem Bau der Bahnstrecke von Perleberg (in Verlängerung einer dorthin 1881 eröffneten Strecke aus Wittenberge) über Pritzwalk nach Wittstock, die am 31. Mai 1885 in Betrieb ging.
Die Strecke von Wittstock aus zur mecklenburgischen Landesgrenze bei Buschhof wurde 1895 verlängert. Die Züge fuhren über die Strecke der Mecklenburgischen Friedrich-Wilhelm-Eisenbahn-Gesellschaft weiter bis Neustrelitz durch.

### Wittstock als Eisenbahnknotenpunkt

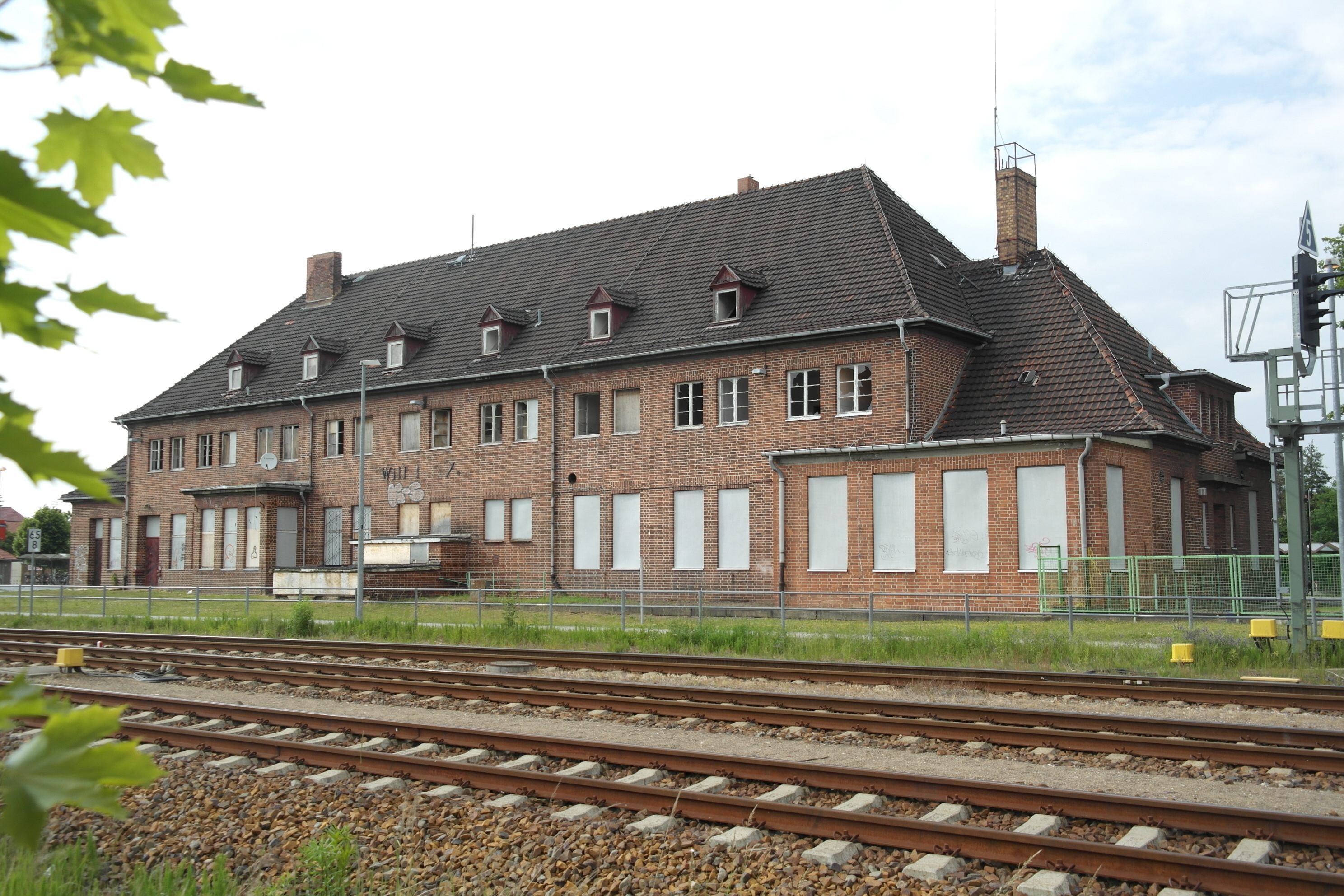
Neues Bahnhofsgebäude von 1938. (2013)

Bereits 1893 hatten die Preußischen Staatsbahnen die Strecke von Berlin nach Kremmen eröffnet. Für die nordwestlich von Kremmen liegenden Städte Neuruppin und Wittstock bot sich so die Möglichkeit einer direkten Verbindung nach Berlin. Die private Kremmen-Neuruppin-Wittstocker Eisenbahngesellschaft wurde unter maßgeblicher finanzieller Beteiligung der anliegenden Städte und Landkreise gegründet, die Bauausführung übernahm die Firma Lenz & Co. Am 16. Dezember 1898 begann der Güterverkehr und am 1. Februar 1899 der Personenverkehr auf der Strecke. Der Bahnhof Wittstock (Dosse) der Prignitzer Eisenbahn wurde von den Zügen beider Gesellschaften gemeinsam genutzt und die Bahnhofsanlagen deutlich erweitert.
Die Strecke aus Kremmen wurde 1912 von Wittstock aus über Freyenstein (Eröffnung am 1. Februar 1912) nach Meyenburg (14. April 1912) verlängert, was zu einer weiteren Erweiterung der Bahnhofsanlagen führte.
Zwischen 1935 und 1938 kam es zu einem größeren Umbau der Bahnhofsanlagen. Neue Anschlussgleise gingen auf der Westseite des Bahnhofs zwischen den Strecken nach Wittenberge und Meyenburg in Betrieb. Neben dem Empfangsgebäude aus der Eröffnungszeit der Strecke wurde ein neues, größeres Bahnhofsgebäude gebaut, das am 18. Januar 1938 in Betrieb ging. Das alte Gebäude wurde fortan für Wohnungen genutzt.
Am 28. Mai 1967 endete der Personenverkehr zwischen Wittstock und Meyenburg. Die Strecke wurde stillgelegt und wenig später abgebaut. 1974 wurde ein Anschluss mit vier Gleisen für eine Autobahnbaustelle nahe Wittstock gebaut.

### Entwicklung nach 1990

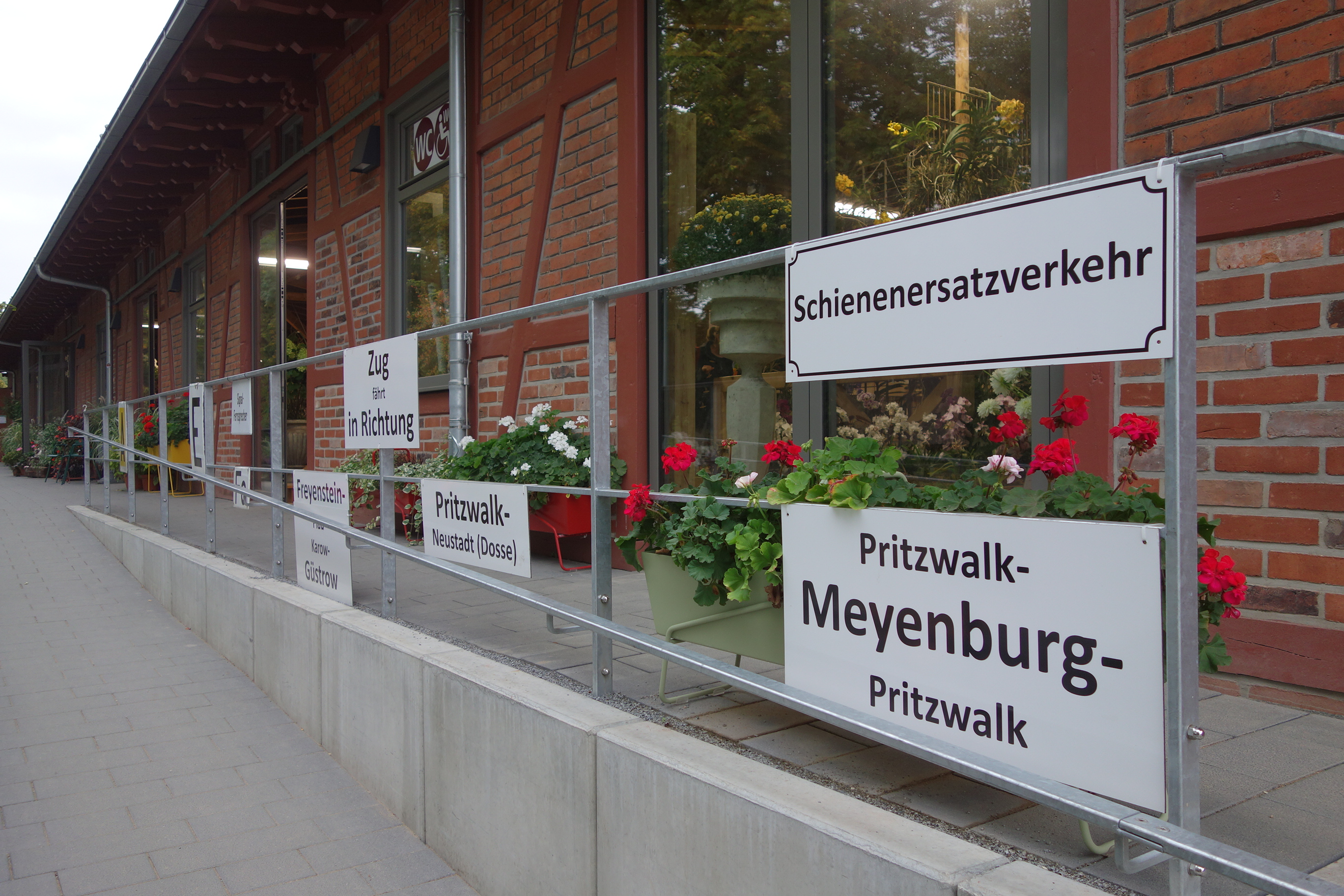
Güterschuppen als Teil der LAGA 2019

Die Bundesländer Brandenburg und Mecklenburg-Vorpommern bestellten 1998 den Reiseverkehr zwischen Wittstock und Mirow ab. Im September 2004 wurde die Strecke offiziell stillgelegt. Zwischen 2003 und 2005 wurde der Bahnhof Wittstock grundlegend im Rahmen der Arbeiten für das Projekt „Prignitz-Express“ umgebaut. Nicht mehr benötigte Gleisanlagen wurden entfernt, auch die Einbindung des Gleises in Richtung Mirow wurde ausgebaut. Die Strecke in Richtung Neuruppin wurde in dieser Zeit gesperrt. Am 27. Februar 2005 gingen Strecke und der umgebaute Bahnhof offiziell wieder in Betrieb. Im November/Dezember des gleichen Jahres wurden die beiden Stellwerksgebäude abgerissen.
Seit 2007 ist der Haltepunkt Liebenthal Bahnhofsteil des Bahnhofs Wittstock. Die Stadt Wittstock/Dosse kaufte 2013 das alte Bahnhofsgebäude und den Güterschuppen, zwei Jahre später auch das neue Bahnhofsgebäude.
Im Jahr 2019 fand die Landesgartenschau in Wittstock (LAGA) statt. Aus diesem Anlass wurden beide Bahnhofsgebäude sowie der Güterschuppen, die lange Zeit zuvor leer gestanden hatten und verfielen, saniert. Sie werden unter anderem von touristischen und medizinischen Einrichtungen genutzt und waren teilweise auch Teil der Landesgartenschau.

### Personenverkehr
Der Personenverkehr hatte stets nur lokale Bedeutung. Von Anfang des 20. Jahrhunderts bis in die 1990er Jahre verkehrten im Wesentlichen in Richtung Kremmen und Mirow zwischen vier und sechs Personenzug-Paare am Tag, in Richtung Pritzwalk ein oder zwei Paare mehr, in Richtung Meyenburg drei bis vier Zugpaare am Tag. Viele Züge fuhren zwischen Wittenberge und Neustrelitz (bis zum Ende des Zweiten Weltkriegs auch weiter bis Strasburg) beziehungsweise Meyenburg und Kremmen (teilweise weiter bis Berlin), nach dem Zweiten Weltkrieg nur bis Velten durchgehend.
In den Jahren vor dem Zweiten Weltkrieg gab es einen durchgehenden Eilzug von Wittenberge nach Strasburg und zurück. In den 1950er und frühen 1960er Jahren fuhr ein langlaufender Personenzug von Berlin über Oranienburg, Löwenberg, Neuruppin, Wittstock, Meyenburg, Karow, Güstrow nach Rostock. In der zweiten Hälfte der 1980er und den früheren 1990er Jahren verkehrte werktags früh ein direkter Zug von Wittstock über Pritzwalk, Neustadt (Dosse) nach Potsdam und nachmittags zurück.
Von 1992 bis 1994 gab es kurzzeitig Versuche, mit einem Eilzugpaar Wittenberge–Wittstock–Neustrelitz die Reisezeiten zu verkürzen. Das Angebot wurde 1994 auf den drei verbliebenen Streckenästen vertaktet. In der zweiten Hälfte der 1990er Jahre verkehrten in Wittstock drei Linien, jeweils im Zweistundentakt.
- RB 71 Wittenberge–Wittstock (Dosse)
- RB 72 Wittstock (Dosse)–Neustrelitz Hbf (bis zur Abbestellung 1998)
- RB 57 Wittstock (Dosse)–Neuruppin

Mit der Wiederinbetriebnahme der Strecke von Neuruppin in Richtung Kremmen nach mehrjähriger Sanierung verkehrten statt der bisherigen Linien unter der Liniennummer RE 6 durchgehende Züge von Wittstock über Neuruppin und Hennigsdorf in Richtung Berlin. Nachdem der Abschnitt Wittstock–Neuruppin zwischen 2003 und Anfang 2005 wegen Sanierungsarbeiten voll gesperrt war, wird seit Wiederinbetriebnahme der RE 6 bis Wittenberge durchgebunden.
Die Züge der Regional-Express-Linie RE 6 verkehren seitdem zwischen Berlin und Wittenberge über Hennigsdorf, Neuruppin und Wittstock im Stundentakt, bis Anfang 2019 am Wochenende auf dem Abschnitt zwischen Neuruppin, Wittstock und Wittenberge nur alle zwei Stunden. Während der Landesgartenschau 2019 wurde der Stundentakt auch auf die Wochenendtage ausgedehnt, nach einer kurzen Unterbrechung im Herbst 2019 wurde dies zum Fahrplanwechsel im Dezember zu einem dauerhaften Angebotsbestandteil.

## Verkehrsanbindung
Am Bahnhof gibt es folgende Verkehrsangebote:
| Linie                    | Linienverlauf | Takt (min) | EVU              |
| ------------------------ | --- | ---------- | ---------------- |
| RE 6                     | Wittenberge – Perleberg – Pritzwalk – Wittstock (Dosse) – Neuruppin – Bahnhof Wustrau-Radensleben – Kremmen – Hennigsdorf (b Berlin) – Falkensee – Berlin-Spandau – Berlin-Charlottenburg | 60         | DB Regio Nordost |
| Stand: 15. Dezember 2024 | |            |                  |

Zusätzlich halten am Bahnhof Busse mehrerer Linien des kreiseigenen Verkehrsbetriebes Ostprignitz-Ruppiner Personennahverkehrsgesellschaft.

## Anlagen

### Denkmalschutz
Eine Reihe von Bauten im Bahnhofsbereich sind denkmalgeschützt. Laut Denkmalliste des Landkreises betrifft das den „Bahnhof Wittstock, bestehend aus altem Bahnhofsgebäude, neuem Bahnhofsempfangsgebäude mit Güterschuppen und Kontorgebäude sowie Bahnbetriebswerk mit Lokschuppen mit Drehscheibe, Wagenwerkstatt, Schlosserei/Schmiede mit integriertem Wasserturm, Wasserkran und Badehaus“, so steht es in der Denkmalliste des Landes Brandenburg.
Der ehemalige Lokschuppen war im August 2023 das Denkmal des Monats der Arbeitsgemeinschaft Städte mit historischen Stadtkernen des Landes Brandenburg.

### Erstes Empfangsgebäude

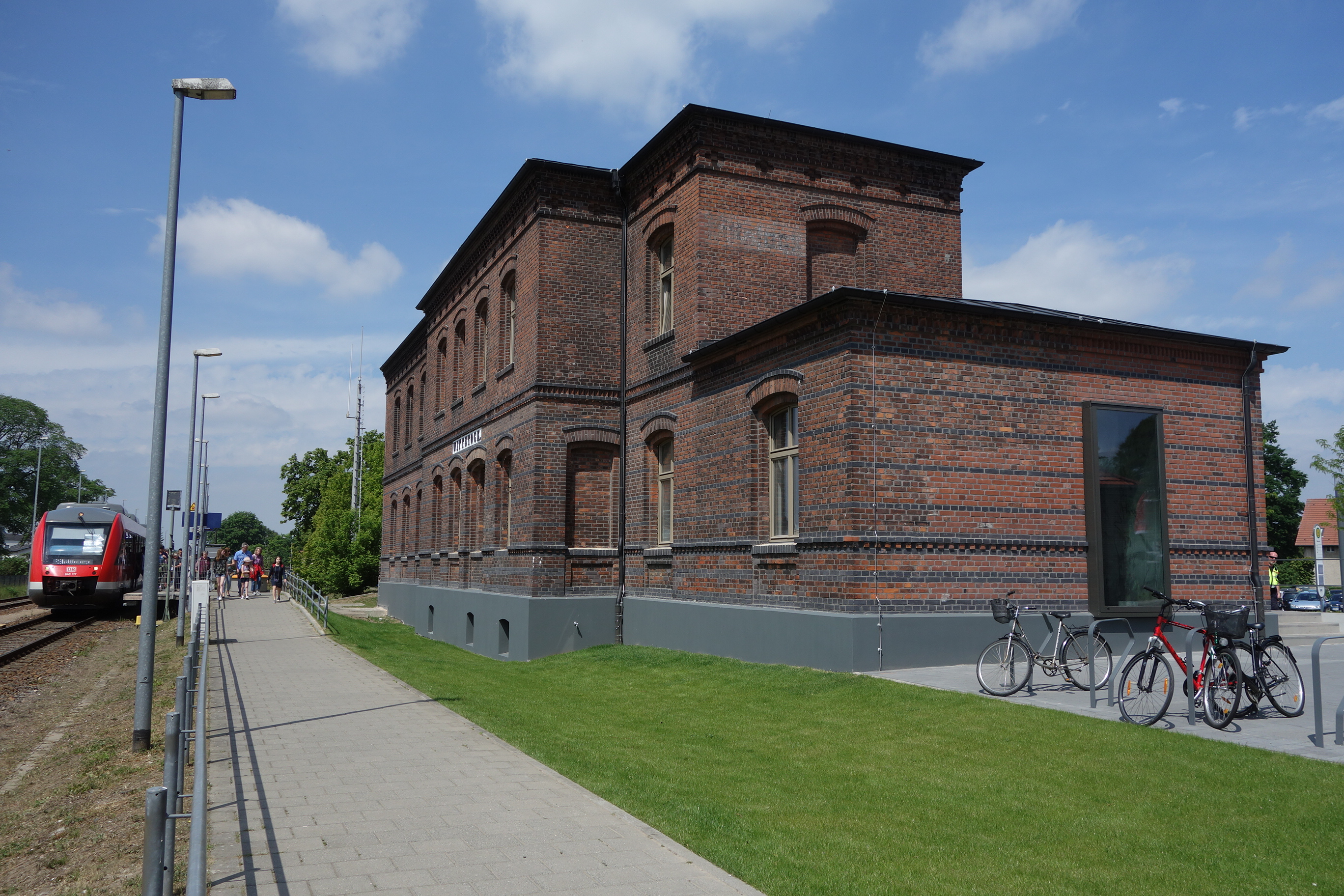
Das alte Empfangsgebäude

Beide Empfangsgebäude wurden auf der Nordseite der Gleisanlage errichtet. Im Westen steht das erste Empfangsgebäude von 1885. Es ist ein zweigeschossiger, massiver Ziegelbau mit Satteldach und acht Achsen, vier davon mit einem Risalit zur Bahnsteigseite. Auf älteren Aufnahmen ist ein Turm auf der Ostseite des Gebäudes zu sehen, der nicht mehr existiert. Nach 1990 stand es jahrelang leer, bis die Stadt es 2013 kaufte und sanierte. 2019 zog ein medizinisches Versorgungszentrum in das Gebäude ein.

### Zweites Empfangsgebäude
Das zweite, 1938 eröffnete, Empfangsgebäude steht östlich des ersten, etwas zurückgesetzt vom Bahnsteig. Es ist ein monumentaler, zweigeschossiger und 19-achsiger Ziegelbau mit Walmdach. Bis nach 1990 wurde es für Bahnzwecke genutzt und stand seitdem ebenfalls bis zum Kauf durch die Stadt lange leer. Es wird seit 2019 von der Touristinformation der Stadt genutzt. Seit 2020 befindet sich auch das Bürgerbüro der Stadt im Bahnhofsgebäude.

### Güterschuppen und Kontorhaus

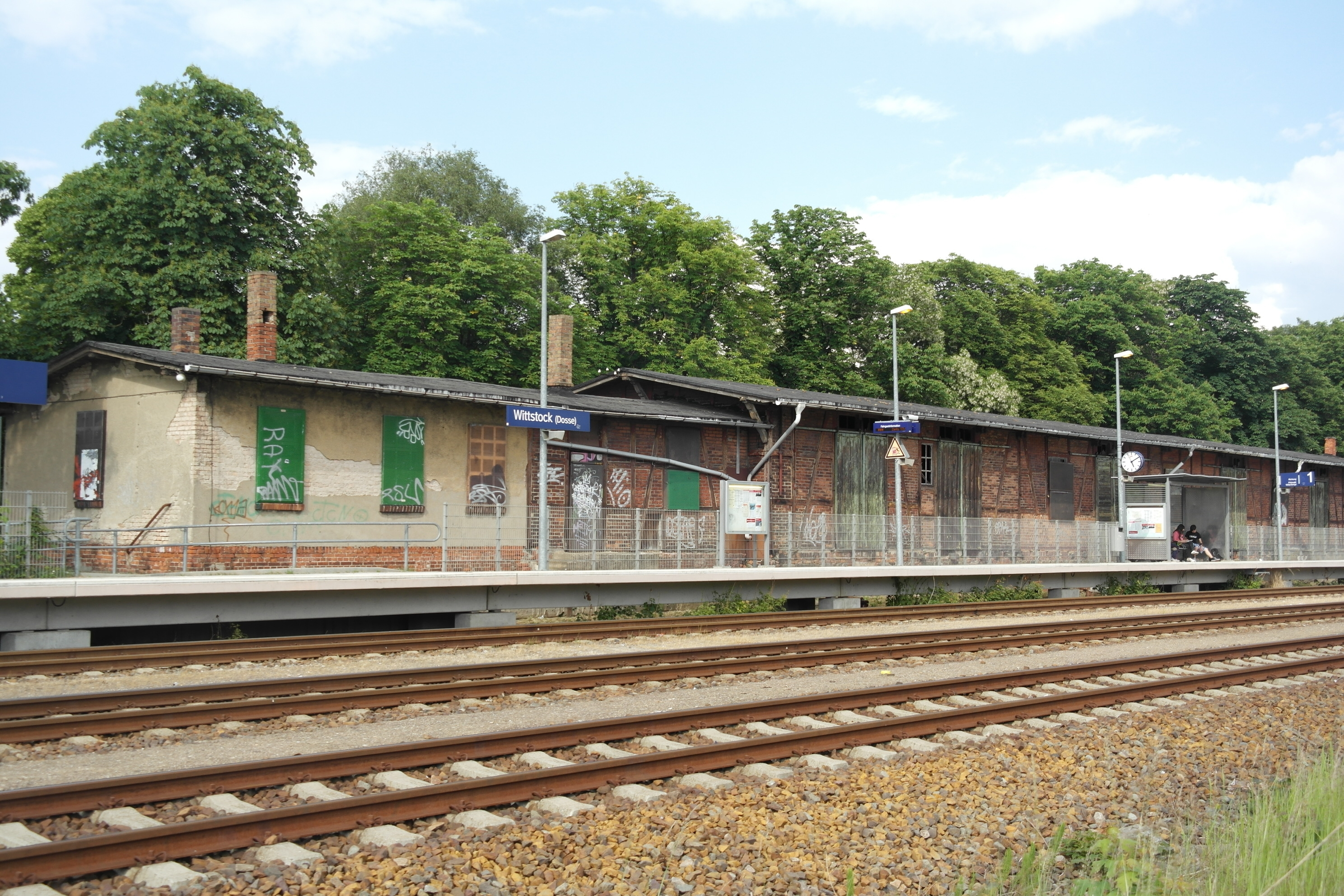
Güterschuppen mit Kontorgebäude vor der Sanierung (2013)

Während der größte Teil der Güterverladeanlagen sich auf der Südseite der Gleise befand, steht ein Güterschuppen auf der Nordseite des Bahnhofs östlich des Empfangsgebäudes unter Denkmalschutz. Es ist ein eingeschossiger Fachwerk- und Ziegelbau mit Feldsteinsockel und Satteldach, wie das neue Empfangsgebäude auf 1936–1938 datiert. Das ebenfalls um diese Zeit gebaute Kontorhaus bildet einen westlichen Anbau zum Schuppen. Nach langem Leerstand wurde der Güterschuppen 2013 von der Stadt erworben, die ihn sanierte. Er war Teil der Ausstellungsflächen der Landesgartenschau 2019.

### Bahnbetriebswerk

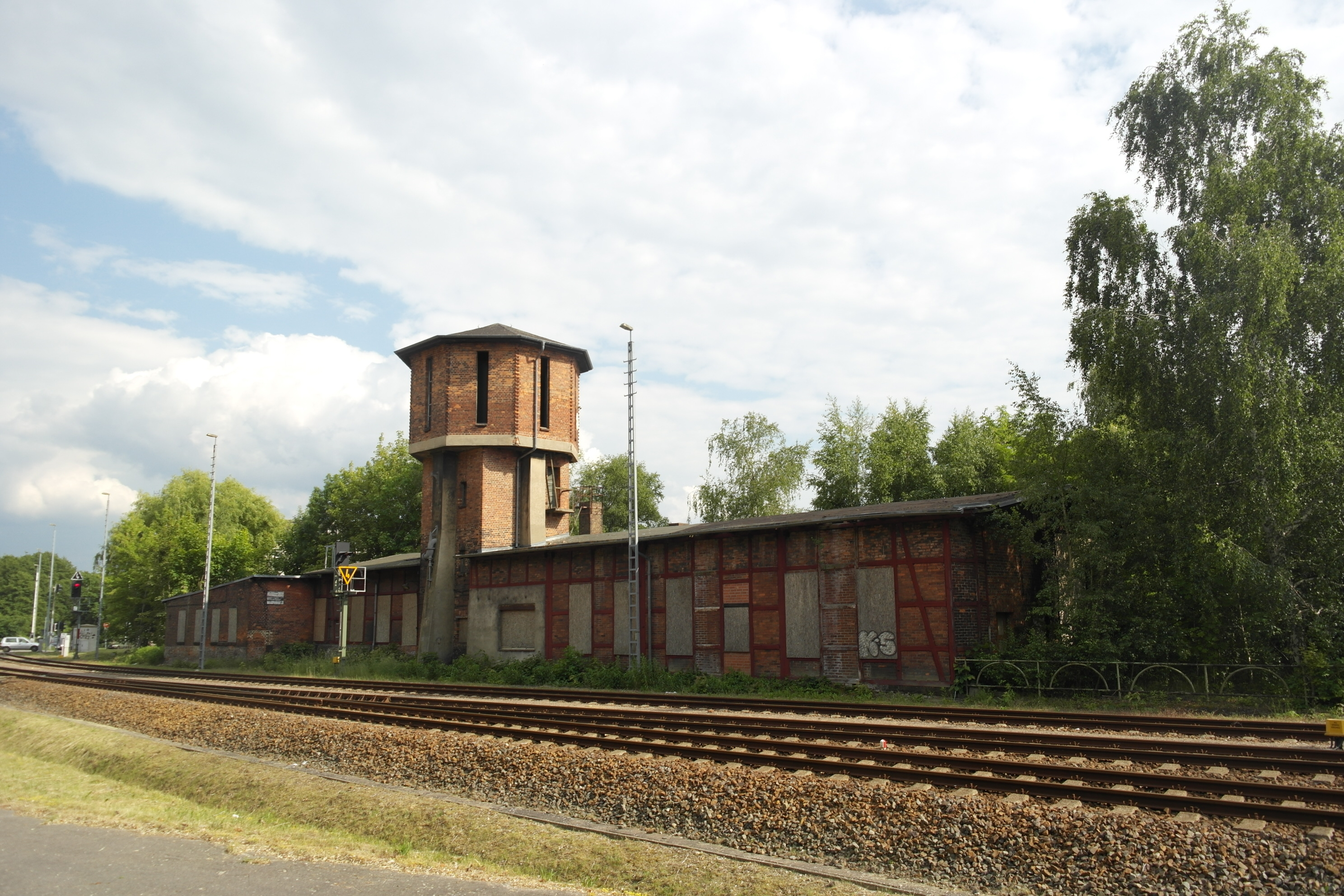
Gebäude im Bahnbetriebswerk (2013)

Die Anlagen des früheren Bahnbetriebswerkes liegen auf der südlichen, stadtabgewandten Seite des Bahnhofs östlich der Personenverkehrsanlagen. Seit Ende 1997 werden sie nicht mehr für Bahnzwecke genutzt. Eine Reihe von Bauwerken im ehemaligen Bahnbetriebswerk sind denkmalgeschützt. Dazu zählt ein Wasserturm, ein massives Bauwerk aus Beton und Ziegelsteinen. Die Denkmalliste datiert den Wasserturm auf das Jahr 1952, nach anderen Quellen wurde zu dieser Zeit nur der bereits bestehende Turm erweitert. Der Lokomotivschuppen (ein Viertelkreis) stammt aus dem Jahr 1885 und wurde um 1900 erweitert. Zu ihm gehören eine Drehscheibe und ein Wasserkran. Die Drehscheibe mit einer nutzbaren Länge von 12,8 Metern stammt aus dem Jahr 1936 und ersetzte einen kleineren Vorgänger mit 6 Metern Nutzlänge aus dem Jahr 1896. Zwei Werkstattgebäude stammen von 1885 mit Erweiterungen um das Jahr 1900 bzw. aus dem ersten Drittel des 20. Jahrhunderts. Ebenfalls denkmalgeschützt ist ein Bade- und Toilettenhaus, das auf den Zeitraum zwischen 1890 und 1895 datiert wird.
Der Lokschuppen wurde 2019 von der Firma Swiss Krono gekauft, die im benachbarten Liebenthal eine Holzverarbeitungsfabrik betreibt. Das ehemalige Bahnbetriebswerk soll in ein Kreativ- und Ausstellungszentrum umgewandelt werden. Die Schlosserei und den Wasserturm will die Stadt für ein Jugendzentrum nutzen.

### Gleise und Bahnsteige

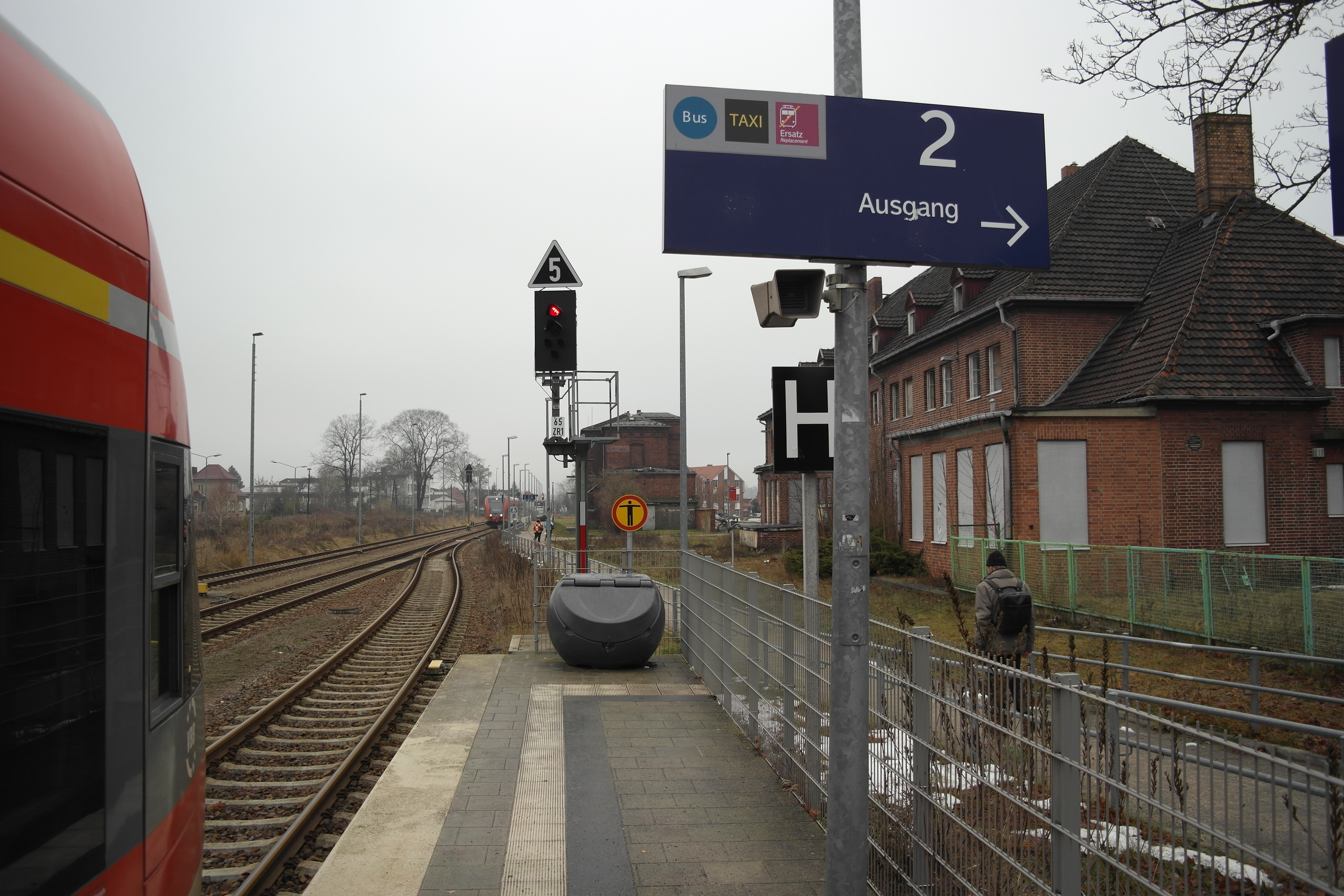
Östlicher Bahnsteig. Hintergrund: westlicher Bahnsteig und die beiden Empfangsgebäude (2012)

Bis in die 1990er Jahre besaß der Bahnhof zwei Inselbahnsteige mit vier Bahnsteigkanten, die über einen Tunnel mit dem nördlich der Gleise liegenden Bahnhofsgebäude verbunden waren. Südlich der Bahnsteiggleise waren Gleise für den Güterverkehr und eine Ladestraße sowie die Anlagen des Bahnbetriebswerks; ein weiteres Gleis band den alten Güterschuppen auf der Nordseite der Anlagen an. Die Strecken nach Kremmen und Buschhof im Osten bzw. Wittenberge und Meyenburg im Westen verzweigten sich im unmittelbaren Bahnhofsbereich. Zwischen den beiden letztgenannten Strecken gab es Anschlussgleise, die teilweise heute noch angebunden sind.
Nach dem Umbau um das Jahr 2000 besitzt der Bahnsteig zwei längs zueinander angeordnete Bahnsteige. Am westlichen (vor dem alten Empfangsgebäude) halten in der Regel die Züge nach Berlin, am östlichen (vor dem Güterschuppen) die nach Wittenberge. Dort befindet sich ein Umfahrungsgleise, so dass Reisezüge hier kreuzen können. Ein weiteres, durchgehendes Gleis südlich der Bahnsteige ermöglicht Kreuzungen von Güterzügen.